# Tossal de la Guàrdia (Coll de Nargó)
El Tossal de la Guàrdia és una muntanya de 691 metres que es troba al municipi de Coll de Nargó, a la comarca de l'Alt Urgell.